# Guogongzhuang
Guogongzhuang (in cinese: 郭公庄站S, Guōgōngzhuāng zhànP) è una stazione della linea 9 e della Linea Fangshan della metropolitana di Pechino.
La stazione di entrambe le linee è stata inaugurata contestualmente il 31 dicembre 2011.
Guogongzhuang rappresenta il capolinea meridionale della linea 9 e, fino al 31 dicembre 2021, prima dell'estensione verso Dongguantounan, era anche il capolinea settentrionale della linea Fangshan.

## Origine del nome
La stazione di Guogongzhuang prende il nome dall'omonimo villaggio in cui sorge, situato nella periferia sud-ovest di Pechino, oltre il Sesto Anello autostradale della città. Le origini del suo nome, che letteralmente significa "Villaggio del Sig. Guo", sono oggetto di diverse interpretazioni e sono tuttora incerte.
Secondo una versione, il nome deriverebbe da una tenuta appartenente a un eunuco di cognome Guo, il cui soprannome popolare era Laogong (lett. "vecchio signore"). I passanti dicevano di “attraversare la tenuta del vecchio signore”, e da lì si sarebbe formato il nome Guogongzhuang, ovvero “villaggio del Signor Guo”. Un’altra teoria, invece, attribuisce il nome alla presenza del tempio dei Sette Santi, che ospitava una statua del dio Guan Yu, e al fatto che molte famiglie del villaggio avessero il cognome Guo.

## Posizione
La stazione Guogongzhuang è un importante nodo della metropolitana di Pechino, situato nel distretto di Fengtai, all’intersezione tra Fuhui Road e Guogongzhuang Middle Street, nella periferia sud-occidentale della città. La stazione dista circa 18 km dal centro di Pechino. Nei dintorni della stazione si possono trovare numerosi punti d’interesse, quali il World Park, un parco tematico con riproduzioni in miniatura di monumenti mondiali, il Beijing Auto Museum, il parco e il tempio della tomba Han di Dabaotai . Anche numerosi parchi locali e aree residenziali si sono sviluppati negli ultimi anni, così come strutture scolastiche e alberghiere, rendendo la zona viva e ben servita.

## Struttura e impianti
|  | Unknown route-map component "utSTRf" | Unknown route-map component "utSTRg" | Unknown route-map component "utSTRc2" |

|  | Urban tunnel straight track | Unknown route-map component "utSTR+tc2" | Unknown route-map component "utSTR3+1" + Unknown route-map component "utSTRc2" |

|  | Unknown route-map component "utSTR+tc2" | Unknown route-map component "utKRZ3+1to" | Unknown route-map component "utSTR+1" + Unknown route-map component "utSTRc4" |

| Unknown route-map component "utSTRc2" | Unknown route-map component "utKRZ3+1to" | Unknown route-map component "utSTR+tc4" | Urban tunnel straight track |

| Unknown route-map component "utSTR+1" | Unknown route-map component "utSTR+tc4" | Urban tunnel straight track | Urban tunnel straight track |

| Unknown route-map component "utSTR+tc2" | Unknown route-map component "utABZg3" | Unknown route-map component "utABZg2" | Unknown route-map component "utSTR+tc3" |

| Unknown route-map component "utABZg+1" | Unknown route-map component "utSTR+tc4" | Unknown route-map component "utSTR+tc1" | Unknown route-map component "utABZg+4" |

| Urban tunnel straight track | Unknown route-map component "utABZg2" | Unknown route-map component "utABZg3" | Urban tunnel straight track |

| Urban tunnel straight track | Unknown route-map component "utABZg+1" | Unknown route-map component "utABZg+4" | Urban tunnel straight track |

| Unknown route-map component "utPSTR(L)" | Unknown route-map component "utPSTR(R)" | Unknown route-map component "utPSTR(L)" | Unknown route-map component "utPSTR(R)" |

| Unknown route-map component "utPSTR(L)" | Unknown route-map component "utPSTR(R)" | Unknown route-map component "utPSTR(L)" | Unknown route-map component "utPSTR(R)" |

| Urban tunnel straight track | Unknown route-map component "utABZg2" | Unknown route-map component "utABZg3" | Urban tunnel straight track |

| Urban tunnel straight track | Unknown route-map component "utABZg+1" | Unknown route-map component "utABZg+4" + Unknown route-map component "utSTRc2" | Unknown route-map component "utSTR3" |

| Urban tunnel straight track | Unknown route-map component "utSTR+tc2" | Unknown route-map component "utKRZ3+1to" | Unknown route-map component "utSTRc4" |

| Unknown route-map component "utSTR3" + Unknown route-map component "utSTRc2" | Unknown route-map component "utKRZ3+1to" | Unknown route-map component "utSTR+tc4" |  |

| Unknown route-map component "utSTR3+1" + Unknown route-map component "utSTRc4" | Unknown route-map component "utSTR2" | Unknown route-map component "utSTR2" + Unknown route-map component "utSTRc3" | Unknown route-map component "utSTRc3" |

| Unknown route-map component "utSTRc4" | Unknown route-map component "utSTRc1" | Unknown route-map component "utSTR2+4" + Unknown route-map component "utSTRc1" | Unknown route-map component "utCONT4" + Unknown route-map component "utSTRc3" |

|  |  | Unknown route-map component "utSTRc1" | Unknown route-map component "utCONT4" |

Guogongzhuang è una stazione sotterranea strutturata su due livelli: il piano atrio si trova al primo livello interrato ed è condiviso dalle due linee, mentre al secondo livello interrato si trovano due banchine a isola, servite da quattro binari. I due binari interni sono utilizzati dalla linea 9, mentre quelli esterni sono dedicati alla linea Fangshan, permettendo un comodo interscambio sullo stesso piano tra treni diretti nella stessa direzione. Guogongzhuang è stata infatti la prima stazione della metropolitana di Pechino a offrire questo tipo di trasferimento, che consente ai passeggeri di passare da una linea all’altra semplicemente attraversando la banchina. I treni diretti verso Biblioteca nazionale sulla linea 9 e quelli verso Dongguantounan sulla linea Fangshan condividono la banchina est, mentre quelli verso la fine della linea 9 e verso Yancundong sulla linea Fangshan utilizzano la banchina ovest.
L'accesso alla stazione è consentito tramite quattro ingressi, indicati con le lettere A, B, C e D.

## Servizi
La stazione dispone di:
- Accessibilità per portatori di handicap
- Ascensori
- Scale mobili
- Emettitrice automatica biglietti
- Servizi igienici
- Sportello automatico
- Stazione video sorvegliata
- Ufficio polizia

### Interservizio con la linea 9
L'8 dicembre 2011, la Commissione municipale dei trasporti di Pechino annunciò i piani per un’eventuale operatività integrata alla stazione di Guogongzhuang tra la linea 9 e la linea Fangshan, spiegando che in futuro sarebbe stato possibile viaggiare direttamente da Pechino Ovest verso Fangshan senza effettuare alcun cambio. Tuttavia, l’attivazione del servizio diretto dipendeva dal volume di passeggeri: se si fosse registrato un afflusso consistente di utenti in ingresso da Fangshan verso il centro città, le due linee sarebbero state collegate, in alternativa si sarebbe adottato un sistema misto con treni a percorsi lunghi e brevi alternati, simile al modello già in uso tra la linea 4 e la linea Daxing.
Dal 18 gennaio 2023, durante le ore di punta mattutine e pomeridiane, è stato introdotto un servizio a gestione congiunta che consente ai treni della linea Fangshan di proseguire direttamente sulla linea 9 senza richiedere il cambio, grazie all’integrazione dei sistemi di segnalamento e all’accesso condiviso al deposito dei treni, rendendo l’operatività più flessibile ed efficiente, continuando fino al capolinea di Biblioteca nazionale.

### Orari

#### Linea 9
In direzione del capolinea settentrionale di Biblioteca nazionale, sono attivi tutti i giorni treni dalla stazione di Guogongzhuang dalle 4:59 alle 22:39 .

#### Linea Fangshan
Da Guogongzhuang, i treni della linea Fangshan effettuano servizio verso entrambi i capolinea della linea. In direzione Dongguantounan i convogli sono attivi dalle 5:32 alle 22:25. Nella direzione opposta, verso Yancundong, il servizio è operativo dalle 5:57 alle 23:24. Eccezionalmente durante gli orari di punta mattutini e pomeridiani, è stata avviata un'operatività congiunta tra le linee 9 e Fangshan, consentendo ai treni della linea Fangshan di proseguire non solo verso Dongguantounan ma, alternativamente, anche verso il capolinea di Biblioteca nazionale, condividendo il percorso con la linea 9.

## Interscambi
- Fermata autobus